# Casa Valls (Ciutadilla)
Casa Valls és una casa de Ciutadilla (Urgell) protegida com a bé cultural d'interès local.

## Descripció
La casa Valls és gairebé al mig del poble i correspon al començament del barri que com a creixement natural de Ciutadilla va aparèixer durant el segle xviii a continuació del doble nucli més antic. El conjunt de construccions que hi ha a la casa Valls està format per tres elements bàsics: la casa, el molí d'oli i el pati.
L'edifici principal està constituït per tres plantes, però hi ha també un celler.
La façana principal té una distribució simètrica de les obertures. La planta baixa té al centre dues portes rectangulars amb llindes monolítiques i a cada costat dues finestres rectangulars. La primera planta té dos balcons motllurats, als dos extrems hi ha finestres rectangulars amb ampit motllurat. La segona planta té un total de quatre finestres rectangulars semblants a les de la primera planta però de gairebé la meitat d'alçada. Un decorat ràfec de totxana remata tota la paret amb quatre elegants gàrgoles metàl·liques equidistants. Al centre de la façana hi ha un baix relleu que mostra al mig inscrit en un cercle l'anagrama fet amb les inicials del primer titular de la casa.
En la part meridional de la casa hi ha el molí. Aquest molí conserva les moles, els rodets, la premsa metàl·lica i altres elements característics.
La casa Valls de Ciutadilla és un interessant exemple de l'evolució constructiva d'una casa senyorial del segle xviii a una residència de gust romàntic durant el segle xx.